# Фучило Ярослав Дмитрович
Ярослав Дмитрович Фучило (27 вересня 1962, село Остап'є Підволочиського району Тернопільської області) — український лісівник, академік Лісівничої академії наук України, професор кафедри лісовідновлення та лісорозведення Національного університету біоресурсів і природокористування України, старший науковий співробітник, доктор сільськогосподарських наук.

## Біографія
Фучило Ярослав Дмитрович народився 27 вересня 1962 року в селі Остап'є Підволочиського району нині Тернопільського району Тернопільської області. У 1984 р. закінчив лісогосподарський факультет Української сільськогосподарської академії (тепер — Національний університет біоресурсів і природокористування України, м. Київ). Спеціальність за дипломом — «Лісове господарство», кваліфікація — «Інженер лісового господарства».
Після закінчення Української сільськогосподарської академії у 1984 р. Фучило Я. Д. був направлений на роботу в Тетерівський дослідно-виробничий держлісгосп Київської області, де працював до 1992 р. на посадах технічного керівника нижнього складу, інженера охорони праці, помічника лісничого, інженера охорони і захисту лісу. З 1992-го по 1994-й роки працював інженером з матеріально-технічного постачання Чорнобильського будівельно-монтажного підприємства (м. Чорнобиль). В період 1994–1999 рр. — старший науковий співробітник Боярської лісової дослідної станції Національного аграрного університету, в 1999–2000 рр. — завідувач лабораторії плантаційного лісовирощування Боярської лісової дослідної станції. У 2000–2003 рр. — докторант Національного аграрного університету; в період 2003–2006 рр. — провідний науковий співробітник НДІ лісівництва та декоративного садівництва Національного аграрного університету. З 2007 по 2009 роки — головний науковий співробітник, заступник директора ВП Національного університету біоресурсів і природокористування України «Боярська лісова дослідна станція». З вересня 2009 р. по серпень 2011 р. — в. о. завідувача, професор кафедри технології лісогосподарського виробництва Національного університету біоресурсів і природокористування України (м. Київ), а з вересня 2011  — професор кафедри лісовідновлення та лісорозведення. Є членом проблемної ради НДІ лісівництва та декоративного садівництва цього ж університету.
Докторську дисертацію захистив у Національному аграрному університеті (тепер — Національний університет біоресурсів і природокористування України, м. Київ). Доктор сільськогосподарських наук з 2006 р. за спеціальністю 06.03.01 — лісові культури та фітомеліорація. Вчене звання — старший науковий співробітник Фучило Я. Д. отримав у 2000 р. за спеціальністю «Лісові культури, селекція, насінництво» по кафедрі лісових культур Національного аграрного університету (м. Київ).

## Наукова та педагогічна діяльність
Викладацьку діяльність Фучило Я. Д. здійснює з 2004 р. на кафедрі лісовідновлення та лісорозведення Національного університету біоресурсів і природокористування України (у 2009–2011 рр. — на кафедрі технології лісогосподарського виробництва). Проводить підготовку фахівців з напряму «Лісове та садово-паркове господарство» за спеціальністю «Лісове господарство». Основні навчальні дисципліни з ОКР «Бакалавр»: лісові культури, з ОКР «Спеціаліст» та «Магістр» — промислові методи лісовирощування, підвищення продуктивності лісів лісокультурними методами. Науковий стаж роботи Фучила Я. Д. налічує 18, педагогічний — 8 років.
Фучило Я. Д. проводить наукові дослідження у напрямку вивчення проблем штучного поновлення лісів, плантаційного лісовирощування хвойних і листяних порід, лісової селекції. Є автором двох сортів деревних порід: сосна звичайна «Боярська-1» і верба прутовидна «Тернопільська» та керівником наукових тем Національного університету біоресурсів і природокористування України з проблем інтенсивного лісовирощування.
Фучило Я. Д. є автором і співавтором понад 150 наукових та навчально-методичних праць. Серед них — 9 монографій, 17 методичних розробок і брошур, близько 70 наукових статей. Зокрема:
- Гордієнко М. І., Фучило Я. Д., Гойчук А. Ф. Чагарникові верби рівнинної частини України. — К.: ІАЕ УААН, 2002. — 174 с.
- Рибак В. О., Гордієнко М. І., Маурер В. М., Грінченко В. В., Гордієнко Н. М., Фучило Я. Д. Досвід лісокультурної справи Боярської ЛДС НАУ. — К.: ПП «ППНВ», 2005. — 522 с.
- Фучило Я. Д., Ониськів М. І., Сбитна М. В. Біологічні та технологічні основи плантаційного лісовирощування. — К.: ННЦ «Інститут аграрної економіки», 2006. — 394 с.
- Фучило Я. Д., Сбитна М. В. Верби України (біологія, екологія, використання). — К.: Логос, 2009. — 200 с.
- Фучило Я. Д. Плантаційне лісовирощування: теорія, практика, перспективи. — К.: Логос, 2011. — 464 с.

Керівництво аспірантурою здійснює з 2006 року. Під його керівництвом захищено 2 кандидатські дисертації. Є членом спеціалізованих вчених рад Національного університету біоресурсів і природокористування України у м. Києві та Національного лісотехнічного університету України у м. Львові.